# Drupi (album 1974)
Drupi è il primo album di Drupi, pubblicato in Italia nel 1974.

## Descrizione
Venne pubblicato in due edizioni nel corso del 1974, rispettivamente a marzo e giugno. La seconda differisce dalla prima per l'aggiunta del brano Piccola e fragile, presentato all'undicesima edizione di Un disco per l'estate.
L'orchestra è diretta da Gianfranco Lombardi per quasi tutti i brani tranne Anna Maria Laura e Teresa e Gola calda e denti bianchi, dove l'orchestra è diretta da Natale Massara. La realizzazione e il mixage sono di Enrico Riccardi.
Il brano Segui me (Sail away) non venne inserito nell'album.

## Tracce
Lato A
1. Piccola e fragile – 4:34 (Enrico Riccardi-Luigi Albertelli)
2. Aria tu sole io – 3:54 (Enrico Riccardi-Luigi Albertelli)
3. Anna Maria Laura e Teresa – 4:10 (Renato Pareti-Meuff)
4. Woo-o-a – 5:24 (Enrico Riccardi-Luigi Albertelli)
5. Vado via – 4:04 (Enrico Riccardi-Luigi Albertelli)

Durata totale: 22:06
Lato B
1. Rimani – 3:42 (Enrico Riccardi-Luigi Albertelli)
2. ...Che estate – 3:52 (Kativ-Drupi)
3. Fumetto blu – 3:06 (Drupi-Meuff)
4. Capita raramente – 3:30 (Rompigli-Franco Califano)
5. Gola calda e denti bianchi – 3:39 (Massimo Guantini-Luigi Albertelli)
6. Ma poi... – 4:07 (Enrico Riccardi-Luigi Albertelli)

Durata totale: 21:56

## Formazione
- Drupi – voce
- Bruno Risi – organo Hammond
- Gigi Cappellotto – basso
- Andy Surdi – batteria
- Enrico Riccardi – pianoforte
- Antonio Taccanardi – chitarra